# Evince
Evince è un software libero per leggere vari formati di documenti come Portable Document Format (PDF), PostScript, DjVu, TIFF, DVI e XPS. È stato originariamente sviluppato per il desktop environment GNOME e successivamente portato anche per Microsoft Windows.
L'obiettivo del software è quello di sostituire i vari altri visualizzatori esistenti per GNOME, come GGV, GPdf e Xpdf, con una sola e semplice applicazione.

## Storia
Evince è nato da una riscrittura per sistemi Unix-like del codice sorgente di gpdf, sebbene quest'ultimo sia stato considerato da molti pesante da sviluppare. In breve tempo Evince superò la funzionalità di gpdf.
Evince è stato incluso in GNOME dalla versione 2.12, distribuita il 7 settembre 2005. Multipiattaforma, è scritto principalmente in C ma contiene piccole parti di codice scritte in C++ (in particolare l'interfaccia con poppler).

## Caratteristiche
Evince permette la selezione e la copia di testo ed immagini nei file PDF, permettendo di estrarre il testo da documenti in cui è disponibile l'OCR.
Il software implementa:
- Ricerca di parole chiave nel testo del file;
- Miniature delle pagine del testo in lettura;
- Indice delle pagine (quando presente);
- Presentazioni (o slide) a pieno schermo;
- Annotazioni su PDF e Segnalibri.

Evince offre anche un'opzione per visualizzare i documenti con i colori invertiti.

## Formati supportati
Il programma permette di visualizzare i seguenti formati:
- PDF (grazie alla libreria Poppler)
- PostScript (tramite la libreria libspectre)
- TIFF - immagini multipagina
- DVI, formato digitale usabile per eBook
- DjVu grazie alla libreria incorporata DjVuLibre
- OpenDocument Presentation (se compilato con l'opzione --enable-impress)
- file .cbr, .cb7 e .cbz (cartelle compresse di immagini con algoritmo RAR o 7z o ZIP)
- alcuni formati di immagini